# جیامپیرو ویتالی
جیامپیرو ویتالی (انگلیسی: Giampiero Vitali; ۱ اوت ۱۹۴۰ – ۲۰ مهٔ ۲۰۰۱) بازیکن فوتبال اهل ایتالیا بود.
از باشگاه‌هایی که در آن بازی کرده‌است می‌توان به باشگاه ورزشی لاتزیو، باشگاه فوتبال فیورنتینا، باشگاه فوتبال برشا، باشگاه فوتبال تریستیانا، و باشگاه فوتبال اسپال اشاره کرد.